# Fluorid měďnatý
Fluorid měďnatý (chemický vzorec CuF2) je v bezvodém stavu bílý prášek a v podobě dihydrátu tvoří světlemodré krystalky. Je nerozpustný v roztoku amoniaku, poměrně málo ve vodě, lépe však v roztocích kyselin, kde dochází ke vzniku komplexních sloučenin, dihydrát je navíc rozpustný v methanolu a ethanolu.

## Reakce
Fluorid měďnatý lze připravit přímou syntézou z prvků, tedy mědi a fluoru, při teplotě 400 °C.
Cu + F2 → CuF2
Při roztavení dochází k rozkladu, uvolňuje se fluor a vzniká fluorid měďný. Je na to potřeba teplotu 950 °C a vyšší.
2CuF2 → 2CuF + F2
Komplexní anionty CuF3−, CuF42− a CuF64− se vytváří, pokud je CuF2 vystaven jiné látce obsahující fluoridové anionty F−.

## Využití
Aromatické uhlovodíky reagují s fluoridem měďnatým v kyslíkaté atmosféře při teplotách nad 450 °C za vzniku fluorovaných uhlovodíků. Tato reakce je jednodušší než Sandmeyerova reakce, ale je možná pouze pro sloučeniny, které jsou dostatečně stabilní, aby nedošlo k rozkladu při vysokých teplotách.